# Pseudacteon crawfordi
Pseudacteon crawfordi är en tvåvingeart som beskrevs av Daniel William Coquillett 1907. Pseudacteon crawfordi ingår i släktet Pseudacteon och familjen puckelflugor. Inga underarter finns listade i Catalogue of Life.